# 尼古拉·波克里瓦奇
尼古拉·波克里瓦奇（1985年11月26日—2025年4月18日），是一名前克罗地亚职业足球运动员，主要司职防守型中场，亦可以出任边后卫和中后卫。
波克里瓦奇在瓦特克斯开始职业生涯，并引起了萨格勒布迪纳摩的注意，在2006年底冬休期将其签入，期間贏過2次本土雙料冠軍。2008年1月，他转会至法甲摩纳哥。一年後轉投奧地利球隊薩爾斯堡並贏得2009/10賽季聯賽冠軍。其後回歸萨格勒布迪纳摩於2012年再贏得一次本土雙料冠軍。
他在2015年不幸確診淋巴癌後一度結束職業足球生涯，及後於2021年復出加盟低組別球隊。。2008年5月，他首次代表克罗地亚国家队上陣，此后更随队参加2008年欧锦赛。2025年4月因車禍離世。

## 榮譽
梅吉慕捷
- 克羅地亞乙組聯賽冠軍: 2003/04賽季

薩格勒布戴拿模
- 克羅地亞足球聯賽冠軍: 2006/07賽季、2007/08賽季、2011/12賽季
- 克羅地亞盃冠軍: 2007年、2008年、2012年

薩爾斯堡紅牛
- 奥地利足球超级联赛冠軍: 2009/10賽季

HNK列積卡
- 克羅地亞盃冠軍: 2014年